# Vattkastviken
Vattkastviken är en nästan helt innesluten havsvik på ön Vattkast i Skärgårdshavet och Pargas kommun i Egentliga Finland. Arean är omkring 25 hektar. I viken finns bl.a ön Laduholm.